# Lechziri
Lechziri (georgiska: ლეხზირი) är en glaciär i Georgien. Den ligger i den norra delen av landet, i regionen Megrelien-Övre Svanetien.
Lechziri var i slutet av 1800-talet Georgiens tredje största glaciär. Den hade då en yta på omkring 40,8 km² och den lägsta glaciärtungan nådde ner till 1 730 m ö.h. År 1960 hade den minskat till 36 km² och slutade vid en höjd av 1 970 m ö.h.
I början av 2010-talet tappade en nordlig del kontakten med övriga Lechziri, och utgjorde 2014 en separat glaciär med en yta på cirka 6,3 km².
Den kvarvarande, större delen av Lechziri har en västlig och en östlig gren. År 2014 hade den en yta på omkring 23,3 km², vilket gör den till Georgiens största glaciär. Den lägsta glaciärtungan nådde 2014 ner till 2 320 m ö.h.